# 李學曾
李學曾（1474年—？），字宗魯，号鹤林，廣東高州府茂名縣人，民籍，明朝政治人物。

## 生平
廣東鄉試第六名舉人。弘治十五年（1502年）中式壬戌科會試第一百六十六名，三甲第三十三名進士。初任江西進賢縣知縣，正德三年十月擢刑科給事中，升刑科右。嘉靖元年（1522年）十月復除吏科右，二年三月升户科左，四月晉吏科都給事中。

## 著作
有《鹤林遗稿》。

## 家族
曾祖李福壽，教諭；祖父李克由，貢士；父李才，母陳氏。具庆下。